# Argumentatietheorie
Argumentatietheorie of argumentatieleer is de interdisciplinaire studie van hoe de mens door logisch redeneren tot conclusies komt die gebaseerd zijn op premissen.
Het omvat de domeinen van de kunst van het maatschappelijk debat, de dialoog en de overtuigingskracht. Als argumentatieleer wordt de argumentatietheorie of nieuwe retorica gedefinieerd als een theorie van de argumentatie die discursieve technieken bestudeert, alsook de voorwaarden waaronder goede argumentatie mogelijk is.
Een goede argumentatie is belangrijk bij debatten en onderhandelingen waarbij aangestuurd wordt op conclusies die door alle partijen aanvaard worden. Het is zowel een kunst als een wetenschap waarbij ook het behalen van de 'overwinning' op een tegenstander in een debat een mogelijk doel kan zijn. Argumentatie wordt ook gebruikt in de rechtspraak, bijvoorbeeld bij de voorbereiding van een pleidooi of om de geldigheid van een argument te controleren. Daarnaast kan argumentatieleer ook nog in tal van andere maatschappelijke situaties gebruikt worden.

## Soorten argumentatie
Onderscheid kan gemaakt worden tussen onder meer
- conversatie-argumentatie (zie discoursanalyse)
- wiskundige argumentatie
- wetenschappelijke argumentatie (zie wetenschapsfilosofie)
- juridische argumentatie
- politieke argumentatie.

## Pragma-dialectiek
Pragma-dialectiek, of de pragma-dialectische theorie, werd ontwikkeld door Frans van Eemeren en Rob Grootendorst aan de Universiteit van Amsterdam. Het is een argumentatietheorie die wordt gebruikt voor het analyseren en evalueren van argumentatie in de praktijk.

## Argumentatie in teksten
In pragmatische zin worden teksten onderscheiden naar het doel waarvoor ze dienen: recreatieve, informatieve en persuasieve teksten. Argumentatie speelt niet bij elke tekstsoort een even grote rol:
- Recreatieve (of diverterende) teksten zijn bedoeld om te onderhouden, zoals een roman. Argumentatie speelt hier nauwelijks een rol, ook al kunnen in dialogen tussen de (fictieve) personages uiteraard wel argumenten herkend worden.
- Informatieve teksten zijn bedoeld om te informeren, bijvoorbeeld een artikel in de Wikipedia of een gebruiksaanwijzing. Argument wordt hier in de strikt logische zin gebruikt. (Betrouwbare) informatieve teksten worden graag als argumenten in redeneringen gebruikt, bijv:

"Verwijzend naar het onderzoek van ..."
"Waarom heb je geen jas aangedaan?" "In de krant stond dat het mooi weer zou worden."
- Persuasieve teksten zijn wervende teksten, bedoeld om een ander ergens van te overtuigen, of, mocht hij/zij die overtuiging al hebben, om deze te bevestigen of te versterken; meestal zodat er tot een door de spreker gewenst gedrag overgegaan wordt, bijvoorbeeld een reclameboodschap. Hoewel er o.a. meer of minder informatieve elementen in kunnen zitten, dienen deze als argumenten om de boodschap (Koop dit! Stem op mij!) te bekrachtigen.

Men spreekt hier onder meer van sterke en zwakke, goede, doorslaande en valse argumenten. In een debat zullen de partijen proberen elkaar met argumenten te overtuigen en de argumenten van de ander met tegenargumenten te ontkrachten.